# Ángyán János (lelkész)
Ángyán János (Vörösberény, 1768. március 10. – Veszprém, 1846. január 5.) református lelkész, Veszprém vármegyei főjegyző.

## Élete
1786-ban iratkozott be a debreceni kollégium anyakönyvébe. A hittanszakot elvégezve, Hajdúböszörménybe ment királyi akadémiai rektornak. Két év múlva külföldi akadémiára ment Jenába, hol 1797–1798-ig időzött. Külföldi útjából hazatérve, Szeghalmon lett helyettes lelkész. 1807-ben Pápán, majd Pécelen tartózkodott, mint időközi lelkész. 1808-ban Veszprémben rendes prédikátornak választották, amely tisztet haláláig betöltötte.

## Munkái
- A virtus bérczes tetején épült dicsőség temploma. Nagy-Várad, 1807. (br Wenckheim József és br. Orczy Terézia egybekelésök emlékezetére irt vers.)
- A keresztyén ember kézi könyve. Mutschelle után németből ford. Veszprém, 1808.
- Halotti prédikácziókra való rajzolatok, Pest, 1816.
- Közönséges isteni tiszteletre mondandó templombéli imádságok. 2. kötet. Uo. 1817. (Több kiadást ért megbővítve, így az utolsó 1835-ben jelent meg 4 részben.)
- Nevelés és tanítás tudománya. Uo. 1822–1833. Két kötet. (Niemeyer után Chimani változatai szerint átdolgozva.)
- Az isteni külső tiszteleti rendtartásnak és eszközöknek bölcsessége prédikácziókban előadva. Buda, 1827.
- A vallás mint a királyi székeknek és a polgári alkotmánynak gyámoszlopa. Veszprém. (1830.)
- A keresztyén templomok ás isteni tiszteleti külső szertartások mint az igaz vidámságnak kútforrásai. Pest, 1830.
- Az emberi és fejedelmi igaz nagyság. Uo. 1835.

### Kéziratban
Tanitás tudomány, Oskolai oktató szótár, Bibliai históriák, Egyházi beszédek és liturgiák, Magyarország boldogsága, valamint Naplója.